# Rickey Brown
Pour les articles homonymes, voir Brown.
Rickey Darnell Brown, né le 29 août 1958 dans le Comté de Madison, Mississippi, est un ancien joueur américain de basket-ball. Il évolue durant sa carrière aux postes de pivot ou d'ailier fort.

## Palmarès
- Vainqueur de l'Euroligue 1988